# Omphale rotundigaster
Omphale rotundigaster är en stekelart som beskrevs av Christer Hansson 2004. Omphale rotundigaster ingår i släktet Omphale och familjen finglanssteklar.
Artens utbredningsområde är Costa Rica. Inga underarter finns listade i Catalogue of Life.